# Araña (película de 2019)
Araña es una película coproducción de Chile, Argentina y Brasil, dirigida por Andrés Wood sobre su propio guion escrito en colaboración con Guillermo Calderón. Fue protagonizada por Mercedes Morán, María Valverde, Marcelo Alonso, Pedro Fontaine, Felipe Armas y Gabriel Urzúa y se estrenó el 15 de agosto de 2019. Fue seleccionada para representar a Chile en la categoría de Mejor película internacional de la 92.ª edición de los Premios Óscar.

## Argumento

"La Araña" del movimiento Patria y Libertad.

Inés (22), junto a su marido Justo (28) y el mejor amigo de ambos, Gerardo (23), son militantes del Frente Nacionalista Patria y Libertad (FNPL), un violento grupo paramilitar de orientación ideológica nacionalista y neofascista que incurrió en múltiples actos terroristas con el propósito de derrocar al gobierno izquierdista de la Unidad Popular a inicios de los años 1970. El título de la cinta alude al emblema utilizado por dicho grupo, que es conocida comúnmente como "La Araña" o "La Araña Negra" en referencia a la similitud entre el logo en cuestión y aquellos arácnidos.
En el fragor de esta lucha se ven envueltos en un arriesgado y apasionado triángulo amoroso. Juntos cometen un crimen político que cambia la historia del país y de paso los envuelve en una gran traición que los separa para siempre. 
Cuarenta años después, Gerardo reaparece. No solo lo inspira la venganza sino también su obsesión de juventud de hacer renacer la causa nacionalista. La policía lo sorprende con un arsenal de guerra en su casa e Inés, hoy día una poderosa e influyente empresaria, hará lo que esté en sus manos para que Gerardo no divulgue su pasado ni el de su marido.

## Reparto
- Mercedes Morán como Inés.
- María Valverde como Inés joven.
- Marcelo Alonso como Gerardo.
- Pedro Fontaine como Gerardo joven.
- Felipe Armas como Justo.
- Gabriel Urzúa como Justo joven.
- María Gracia Omegna como Nadia.
- Mario Horton como José.
- Martín Salcedo como Martín, hijo de José.
- Cecilia Jimenez como hija de José.
- Antonia Jimenez como hijo de José.
- Jaime Vadell Don Ricardo.
- Caio Blat como Antonio.
- Benjamin Westfall como Doctor Sepulveda.

## Inspiraciones
La película, además de basarse en el contexto de la Unidad Popular y el auge de la organización de ultraderecha Patria y Libertad, también narra hechos verídicos específícos, como el asesinato del edecán Arturo Araya por parte de miembros de dicho movimiento. Los personajes del film, además, están libremente inspirados en militantes de la vida real.
El personaje de Gerardo está basado en Roberto Thieme (1942-2023), miembro de Patria y Libertad que fingió su muerte en un accidente de avión el año 1973. En la película, esto se hizo con miras a darle al movimiento un mártir; pero en la vida real, fue para evadir la justicia por su participación en el Tanquetazo. Mientras que el personaje de Inés, está basado en la historiadora Patricia Arancibia (1953), quien también militó en la organización cuando joven. 

## Recepción
Esteban Carrillo, de Sour Magazine, señaló que «la cinta tiene mucho de realismo, alimentada de cuadros que nos muestran al Chile actual, culturalmente diverso en colores, sabores y sonidos que los inmigrantes han aportado a este espacio de tierra gris aislado del mundo. Pero también nos muestra la sicopatía heredada de una dictadura que le cambió la mentalidad a una sociedad en su conjunto». Agrega que «Araña es una advertencia al veneno que engendra este tipo de movimientos en un país donde no se habla de política, se cuestiona poco y donde el respeto a la autoridad, cualquiera sea su color, es ley».
Por su parte, Patricio Rodríguez, en el blog Me Gusta el Cine, afirmó que «la película es desoladora, ya que refleja con bastante pericia el momento actual de una nación que al parecer no aprende nada de su historia. Las similitudes entre el ambiente de los 70, que propicia el golpe de estado y la dictadura de Pinochet, con lo que ocurre hoy son evidentes. Inés y Justo, respetados y directores de grandes empresas siguen estando en el tope de la cadena alimenticia, avalados y protegidos por un sistema que incluye a los medios de comunicación. Gerardo, el outsider, sigue siendo un extremista de derecha a pesar de que sigue moviéndose en el estrato bajo de la sociedad». Concluye señalando que «Araña es una de las películas más importantes del año y puede que sea el mejor estreno en cines nacionales del 2019. Provocadora, realista, con una producción de primer nivel. Bien por Andrés Wood, cuya obra ya podemos calificar como cine de autor por su reconocible marca artística. Un film imperdible».
En el portal argentino Todas Las Críticas, la cinta posee una calificación de 68/100 según el promedio de 20 reseñas de críticos especializados.